# Remedios Varo
María de los Remedios Alicia Rodriga Varo y Uranga (Anglès, 16 dicembre 1908 – Città del Messico, 8 ottobre 1963), più conosciuta come Remedios Varo, fu una pittrice surrealista spagnola, attiva soprattutto in Messico in collaborazione con Leonora Carrington.

## Biografia
Nata María de los Remedios Alicia Rodriga Varo y Uranga da padre valenciano e madre argentina d'origine basca, si interessò fin da molto giovane al disegno, cui venne introdotta dal padre, ingegnere idraulico e libero pensatore; così che a soli 15 anni si iscrisse all'Accademia d'Arte a Madrid.
Appena terminata l'Accademia e stanca delle restrizioni del collegio femminile, partì col marito Gerardo Lizárraga alla volta di Parigi, dove trovò il sospirato spirito libero e bohemien che in seguito segnerà la sua arte.
Nel 1932, dopo un solo anno, tornò in Spagna nella città che meno le avrebbe fatto sentire la mancanza della capitale francese: l'altra capitale del surrealismo, Barcellona.
Durante la guerra civile spagnola si schierò senza esitazione coi Repubblicani; separata dal marito, conobbe il poeta Benjamin Péret, che parteggiava per gli antifascisti, divenne la sua compagna e si recò con lui a Parigi. Nuovamente in Francia, questi la introdusse nel circolo surrealista di André Breton.
Nel 1941, con l'occupazione nazista della Francia, la pittrice e il poeta furono nuovamente costretti a fuggire e emigrarono in Messico, paese dove la politica di accoglienza del presidente Lázaro Cárdenas del Río permise ai due rifugiati politici di naturalizzarsi rapidamente ed intraprendere la propria attività.
Nelle Americhe, Remedios Varo dovette usare sia le conoscenze di disegno tecnico-scientifico apprese prima dal padre e poi all'Accademia, sia quelle di disegnatrice pubblicitaria già praticate a Barcellona per guadagnarsi da vivere. Fu solo dopo le seconde nozze col politico austriaco Walter Gruen, nel 1952, che poté dedicarsi esclusivamente all'arte.
Nel 1955 la pittrice presentò al pubblico i suoi lavori in una prima esposizione collettiva a Città del Messico, seguita l'anno successivo da un'esposizione individuale.
In Messico la pittrice conobbe personalmente gli artisti messicani Frida Kahlo e Diego Rivera, ma stabilì una relazione di amicizia più forte con altri intellettuali in esilio, in particolare con l'inglese Leonora Carrington, anche lei pittrice surrealista. Insieme a Leonora Carrington ed a Bridget Bate Tichenor espatriò ed espose in Messico.
Morta di arresto cardiaco l'8 ottobre del 1963, è oggi considerata una delle più grandi artiste del Messico.

## Opera
L'opera di Remedios Varo si è raffinata in uno stile molto personale e riconoscibile, nota per i dipinti onirici dall'apparato scientifico. Chiara è l'influenza del movimento surrealista, di cui ha fatto parte e la propensione al sogno ed alla rappresentazione del legame tra la realtà vissuta e quella immaginata. Il tutto eseguito con grande accuratezza tecnica ed una minuziosa attenzione ai particolari sia dal punto di vista simbolico che pittorico.
Molti dei quadri della pittrice portano forti richiami autobiografici, tanto che spesso i personaggi che appaiono nelle sue opere assomigliano alla pittrice o ai suoi amici più intimi. Tra i temi ricorrenti quello della ribellione più o meno manifesta ad una rigidità imposta dall'esterno, che spesso sfocia in una fuga o un viaggio, su imbarcazioni sempre diverse ed intime o su biciclette o altri mezzi su eteree ruote.
Ma il mondo di Remedios Varo non ha mai una sola dimensione, se ne aggiungono sempre delle nuove, o per il galleggiamento sulle nuvole del sogno, o perché dalle pareti, dalle spalliere, dagli orologi a pendolo, si aprono squarci da cui si affacciano nuove realtà, nella forma di gatti e di volti o di uccelli e foglie secche.
Anche la lettura di ogni singola opera è un compito che richiede molto tempo, per la densità di significati e di particolari mai casuali. Dopo aver assaporato al primo impatto la gradevolezza del tratto, si finisce per rimanere intrappolati nel susseguirsi di nuove scoperte; quando si nota che è il tessuto dei vestiti indossati dai personaggi a costituire il materiale per imbarcazioni e pavimenti, che chi tiene la luna in gabbia si trova altrettanto intrappolato tra le nubi, mentre tra le ragazze che tessono a comando nella torre ce n'è una che ha furtivamente disegnato la propria libertà.
Anche la creazione dovuta alla magia ricorre spesso nelle opere della pittrice, dove l'esperta mano dell'alchimista mescola la luce degli astri per creare nuova arte e nuova vita, popolata di esseri con sembianze più di animali che umane degne dell'artista da lei sempre ammirato: Hieronymus Bosch.

## Cinema
Nel 1967 è stato girato il documentario Remedios Varo di Jomí García Ascot.

### Opere su Remedios Varo
- (EN) Janet A. Kaplan, Unexpected journeys : the art and life of Remedios Varo, 1ª ed., New York, Abbeville Press, 1988, ISBN 0-89659-797-0, LCCN 87030855, OCLC 16900303.
- (FR) Georgiana Colvile, Scandaleusement d'elles : trente-quatre femmes surréalistes, Paris, Jean-Michel Place, 1999,  pp. 290-301, ISBN 978-2-85893-496-6, LCCN 00355478, OCLC 42974962, SBN UBO1035261.
- Janet A. Kaplan, Remedios Varo, Unexpected Journey, 2000.
- Diego Sileo, Remedios Varo. La magia dello sguardo, Silene ed., 2007.